# Курт Бразак
Курт Бразак (нім. Kurt Brasack; 6 квітня 1892 — 28 вересня 1978) — німецький офіцер, бригадефюрер СС і генерал-майор військ СС. Кавалер Німецького хреста в золоті.

## Біографія
Учасник Першої світової війни. В 1921-30 роках — член Сталевого шолому. 1 липня 1930 року вступив у НСДАП (квиток №267 498), 1 березня 1931 року — в СС (посвідчення №8 216). З 3 березня 1932 року — командир 2-го, з 20 квітня 1932 року — резервного штурмбанну 21 -го штандарту СС (Магдебург). З 7 травня 1934 року — командир 91-го штандарту СС (Торгау), з 1 січня 1937 року — 11-го, з 22 вересня 1937 по 8 травня 1945 року — 30-го абшніту СС (Кассель). З 1 грудня 1939 року — командир 1-го дивізіону артилерійського полку СС «Мертва голова». З 1 квітня 1941 року — командир 1-го, з 30 травня — 4-го дивізіону артилерійського полку СС дивізії СС «Вікінг». З 10 січня 1942 року — командир артилерійського полку СС дивізії СС «Райх». В кінці липня 1942 року очолив артилерійське командування Танкового корпусу СС. З 18 по 29 березня 1943 року — командир моторизованої дивізії СС «Дас Райх». 3 квітня 1943 року переведений в резерв. З 29 червня 1943 року — керівник служби постачання «Росія-Північ». З 10 листопада 1943 року — командир артилерійського полку 34-ї моторизованої дивізії СС «Нідерланд». 29 червня 1944 року очолив артилерійське командування 7-го танкового корпусу СС (згодом переформований в 4-й танковий корпус СС). 1 березня 1945 року переведений в резерв.

## Звання
- Оберфюрер СС (30 січня 1938)
- Оберштурмбаннфюрер резерву СС (1 грудня 1939)
- Штандартенфюрер резерву СС (30 січня 1942)
- Оберфюрер резерву СС (20 квітня 1943)
- Бригадефюрер СС і генерал-майор військ СС (30 січня 1945)

## Нагороди
- Залізний хрест 2-го і 1-го класу
- Почесний хрест ветерана війни з мечами
- Застібка до Залізного хреста 2-го і 1-го класу
- Медаль «За зимову кампанію на Сході 1941/42»
- Німецький хрест в золоті (19 жовтня 1944)